# Hugo van der Goes
Hugo van der Goes, född 1440 i Gent, död 1482 i Auderghem, Bryssel, var en nederländsk eller flamländsk målare under ungrenässansen. Han var samtida med Jan van Eyck.

## Biografi
Hugo van der Goes inträdde i målarskrået i Gent 1467 och blev dekanus 1474. Strax därefter blev han lekmannabroder i Roodeklostret i närheten av Bryssel och led från denna tid av allt svårare anfall av depression och psykisk instabilitet.
Hans främsta och enda helt säkra verk är triptyken Portinarialtaret (1475) med dess tolkning av Jesu födelse enligt en av Heliga Birgittas uppenbarelser. Verket beställdes av den florentinske köpmannen Tommaso Portinari. Triptyken fördes till Florens och utövade ett betydande inflytande över florentinsk konst, till exempel i Ghirlandaios sena verk. Det finns i dag i Uffizierna.
Bland andra verk finns en framställning av samma motiv i Berlins Kaiser Friedrich-Museum som tillskrivs Hugo van der Goes, liksom en Konungarnas tillbedjan där. Vidare tillskrivs Hugo van der Goes en diptyk med Syndafallet med mera i Wien, en Madonna i halvfigur i Frankfurt am Main, samt flera andra verk, bland dem stiftarfigurerna i det av Dirk Bouts målade flygelaltaret i Sint-Salvatorskathedraal i Brygge.
Hugo van der Goes ende egentlige efterföljare var den så kallade Moulinmästaren.

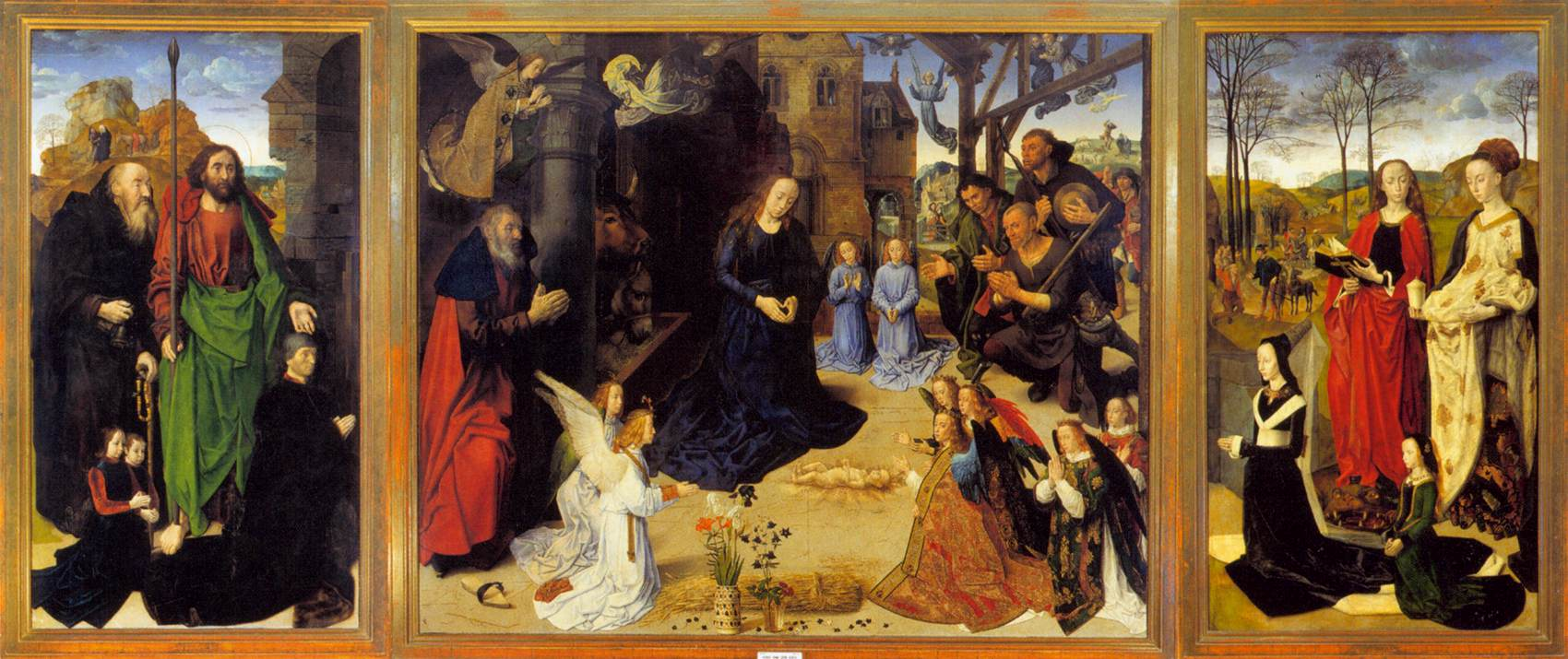
Portinarialtaret (1475). Galleria degli Uffizi i Florens.